# 保洛塔什·彼得
保洛塔什·彼得（匈牙利語：Palotás Péter，1929年6月27日—1967年5月17日），匈牙利男子足球运动员，司职前锋。他曾代表匈牙利参加1952年夏季奥林匹克运动会足球比赛，获得一枚金牌。